# Monika Skorek
Monika Skorek (ur. 1972) – polska teoretyczka zarządzania, doktor habilitowana, profesor Uniwersytetu Warszawskiego.
W kadencji 2020–2024 i 2024–2028 kierownik jednostki dydaktycznej oraz prodziekan do spraw studenckich Wydziału Zarządzania Uniwersytetu Warszawskiego.

## Życiorys
W 1998 roku ukończyła pięcioletnie studia magisterskie na Wydziale Zarządzania Uniwersytetu Warszawskiego. 26 maja 2004 roku uzyskała stopień doktora. Stopień uzyskała broniąc pracy „Marki dystrybutorów na współczesnym rynku”. Promotorem pracy był Grzegorz Karasiewicz, a recenzentami Remigiusz Krzyżewski oraz Lechosław Garbarski. Decyzją Rady Naukowej Dyscypliny Nauki o Zarządzaniu i Jakości z 27 lutego 2020 roku uzyskała stopień doktor habilitowanej w dziedzinie nauk społecznych w dyscyplinie nauki o zarządzaniu i jakości na podstawie monografii „Społeczność wokół marki. Geneza. Koncepcja. Badania”.
Pozostaje związana z Katedrą Marketingu oraz Katedrą Psychologii i Socjologii Zarządzania. Po uzyskaniu stopnia doktora, Skorek od 2004 do 2018 roku zajmowała stanowisko adiunkta w Katedrze Marketingu Wydziału Zarządzania Uniwersytetu Warszawskiego. Od 2018 roku została asystentką w tej samej katedrze. Od 2009 do 2020 roku pełniła funkcję Kierownik Studiów Podyplomowych na Wydziale Zarządzania Uniwersytetu Warszawskiego.
W kadencji 2012–2016 zajmowała stanowisko Kierownik Magisterskich Studiów Menadżerskich oraz Magisterskich Studiów Rachunkowości, Finansów i Ubezpieczeń. W kadencji 2020–2024 sprawuje funkcję prodziekana do spraw studenckich Wydziału Zarządzania Uniwersytetu Warszawskiego. Funkcje te kontynuuje w kadencji 2024–2028.
Poza Uniwersytetem Warszawskim prowadzi zajęcia w Szkole Głównej Handlowej, w Akademii Leona Koźmińskiego oraz na Politechnice Warszawskiej.